# Карпова (река)
Карпова (в верховье Верхняя Карпова) — река в России, протекает в Мурманской области. Устье реки находится на 20-м км левого берега реки Серга. Длина реки составляет 19 км, площадь водосборного бассейна 86,6 км².

## Данные водного реестра
По данным государственного водного реестра России относится к Баренцево-Беломорскому бассейновому округу, водохозяйственный участок реки — реки бассейна Белого моря от западной границы бассейна реки Иоканга (мыс Святой Нос) до восточной границы бассейна реки Нива, без реки Поной, речной подбассейн реки — подбассейн отсутствует. Речной бассейн реки — бассейны рек Кольского полуострова и Карелии, впадает в Белое море.
Код объекта в государственном водном реестре — 02020000212101000008230.